# 390er v. Chr.
Portal Geschichte | Portal Biografien | Aktuelle Ereignisse | Jahreskalender | Tagesartikel

◄ |
1. Jahrtausend v. Chr. |

◄ |
5. Jh. v. Chr. |
4. Jahrhundert v. Chr. |
3. Jh. v. Chr. |
►

390er v. Chr. |
380er v. Chr. |
370er v. Chr. |
360er v. Chr. |
►

399 v. Chr. |
398 v. Chr. |
397 v. Chr. |
396 v. Chr. |
395 v. Chr. |
394 v. Chr. |
393 v. Chr. |
392 v. Chr. |
391 v. Chr. |
390 v. Chr.

## Ereignisse
- 399 bis 394 v. Chr.: Spartanisch-persischer Krieg.
- 396 v. Chr.: Zerstörung der etruskischen Hauptstadt Veji durch den römischen Diktator Marcus Furius Camillus.
- 395 v. Chr.: Beginn des Korinthischen Krieges.
- Um 390 v. Chr.: Die Keltenwanderung setzt ein. Plünderung Roms durch Gallier unter Brennus.

## Kultur
- 391 v. Chr.: Aristophanes schreibt die Komödie Ekklēsiázousai (Frauen in der Volksversammlung).